# AA 6201
AA 6201 en AA 6101 zijn klassen metaallegeringen op basis van aluminium, die met name worden gebruikt voor elektrische installaties. Deze legeringen bevatten naast aluminium ook magnesium (ca. 0,8%) en silicium (ca. 0,7%) en eventueel ijzer (ca. 0,3%) en zijn doorgaans warmtebehandeld. Enkele handelsnamen en specifieke aanduidingen voor dergelijke legeringen zijn Aldrey, Almelec, Silmalec en Arvidal. De aanduiding AA in de legeringen verwijst naar de Aluminum Association, die standaarden vaststelt voor de verschillende soorten aluminiumlegeringen.
AA 6201 en 6101 worden onder meer toegepast in hoogspanningslijnen en andere elektrische installaties met hoog vermogen. Deze legeringen hebben een goede elektrische geleidbaarheid, iets lager dan die van zuiver aluminium en circa de helft van koper (IACS). Ze zijn echter aanzienlijk lichter dan koper, en hebben betere mechanische eigenschappen dan zuiver aluminium (met name een hogere treksterkte). De eerste van deze legeringen, Aldrey, werd specifiek voor dit doel in de jaren 20 van de 20e eeuw ontwikkeld door de Zwitserse aluminiumfabrikant Aluminium-Industrie A.G. (later Alusuisse, vanaf 2000 onderdeel van Alcan).
AA 6201 wordt vooral voor draden gebruikt, terwijl AA 6101 voor meer rigide elementen zoals busbars wordt gebruikt.